# Primo Conti
Primo Conti (ur. 16 października 1900 we Florencji, zm. 12 listopada 1988 w Fiesole) – włoski malarz związany z futuryzmem.
Około roku 1917 poznał Giacomo Balla i Filippo Tommaso Marinetti; wkrótce stał się jednym z członków ruchu futurystycznego. W latach trzydziestych wstąpił do Narodowej Partii Faszystowskiej.
Wiele jego prac znajduje się w Muzeum jego imienia w Fiesole, niedaleko Florencji.